# Ajkino
Ajkino (oroszul: Айкино, komi nyelven Айкатыла) falu Oroszországban, Komiföldön, az Uszty-vimi járás székhelye.
Lakossága: 3367 fő (a 2010. évi népszámláláskor).

## Fekvése
Komiföld nyugati részén, Sziktivkartól kb. 95 km-re északnyugatra, a Vicsegda (az Északi-Dvina mellékfolyója) jobb oldali, északi partján helyezkedik el. 

## Története
A 17. század első negyedében keletkezett. Nevét (Ajkinszkij) először az 1646. évi összeírásban említik. A 19. század első felében a Jarenszki ujezd egyik közigazgatási egységének (voloszty) központja volt.
A szovjet korszakban az 1929-ben létrehozott Uszty-vimi járáshoz tartozott. A kb. 25 km-re fekvő Uszty-Vimből 1943-ban a járási székhelyet Ajkinóba helyezték át, a járás nevét azonban megtartották.

## Népesség
- 2002-ben 3 527 lakosa volt, melynek 56%-a komi, 36%-a orosz és 5%-a ukrán.
- 2010-ben 3 367 lakosa volt.